# 棕櫚泉
棕櫚泉（英語：Palm Springs），在中國大陸亦作帕姆斯普林斯，是美国加利福尼亚州里弗赛德县的一座城市。建有大量高尔夫球场以吸引游客前往，旅游业也是该城市的经济主要来源。
根据2000年美国人口普查，帕姆斯普林斯共有42,807人，其中白人占78.33%、非裔美国人占3.93%、亚裔美国人占3.83%。